# أندي ماكفرلين
أندي ماكفرلين (بالإنجليزية: Andy McFarlane)‏ (30 نوفمبر 1966 بولفرهامبتن في المملكة المتحدة - ) هو لاعب كرة قدم بريطاني في مركز الهجوم. لعب مع سكونثورب يونايتد وسوانزي سيتي ونادي بورتسموث ونادي توركي يونايتد.

## وصلات خارجية
- أندي ماكفرلين على موقع قاعدة بيانات كرة القدم.إي يو (الإنجليزية)
- أندي ماكفرلين على موقع Soccerbase.com (لاعب) (الإنجليزية)